# مایکل سنت آنجل
مایکل سنت آنجل (انگلیسی: Michael St. Angel؛ ۹ اکتبر ۱۹۱۶ – January 13, 1984 (aged 67)) بازیگر اهل ایالات متحده آمریکا بود.